# Lijst van burgemeesters van Meerlo
Dit is een lijst van burgemeesters van de voormalige Nederlandse gemeente Meerlo tot die gemeente in 1969 fuseerde met Wanssum tot de gemeente Meerlo-Wanssum.
| Ambtsperiode | Naam burgemeester                                                  | Partij of stroming | Bijzonderheden                                                         |
| ------------ | ------------------------------------------------------------------ | ------------------ | ---------------------------------------------------------------------- |
| 1800 - 1830  | P.A. Venhorst                                                      |                    |                                                                        |
| 1830 - 1866  | A. (Arnold) Kellenaers                                             |                    |                                                                        |
| 1866 - 1897  | Jan Baptiste Michel Herman Willem Kellenaers                       |                    |                                                                        |
| 1897 - 1919  | A.P.J.H. (Alfons) van Haeff                                        |                    |                                                                        |
| 1919 - 1937  | P.L.A. van den Bergh                                               |                    |                                                                        |
| 1937 - 1953  | Joseph Maria Hubertus Franciscus Johannes baron de Weichs de Wenne |                    | tevens burgemeester van Wanssum (1923-1953)                            |
| 1954 - 1962  | Joannes Gerardus Antonius Rutten                                   |                    | tevens burgemeester van Wanssum, eerder burgemeester van Broekhuizen   |
| 1962 - 1969  | drs. M.J.A.R. (René) Dittrich                                      | KVP                | tevens burgemeester van Wanssum, later burgemeester van Meerlo-Wanssum |